# Rekowo (Bytów)
Rekowo (deutsch Reckow, früher Rekow; kaschubisch Rekòwò) ist ein Dorf im Powiat Bytowski (Bütower Kreis) der polnischen Woiwodschaft Pommern. Es gehört zur Landgemeinde Bytów.

## Geographische Lage

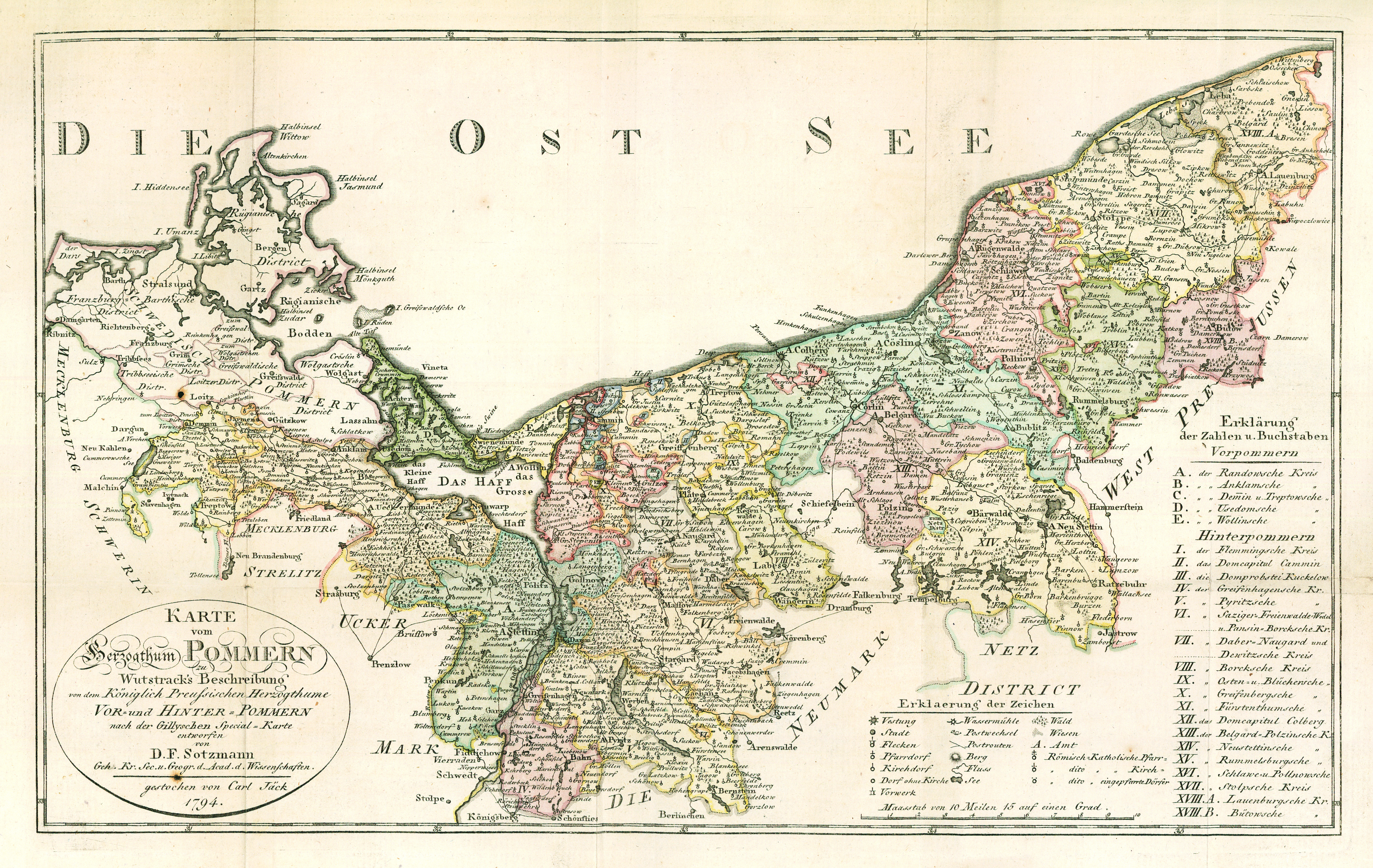
Reckow, südsüdwestlich der Stadt Bütow, auf einer Landkarte von 1794

Reckow, südsüdwestlich von Bütow (rechte Bildhälfte) und westlich des Dorfs Stüdnitz, auf einer Landkarte von 1910.

Das Dorf liegt in Hinterpommern, in einer hügeligen Wald- und Seenlandschaft, früher „Blaues Ländchen“ genannt, am Ostufer des Reckower Dorfsees, etwa zwölf Kilometer südsüdwestlich der Stadt Bütow.

## Geschichte

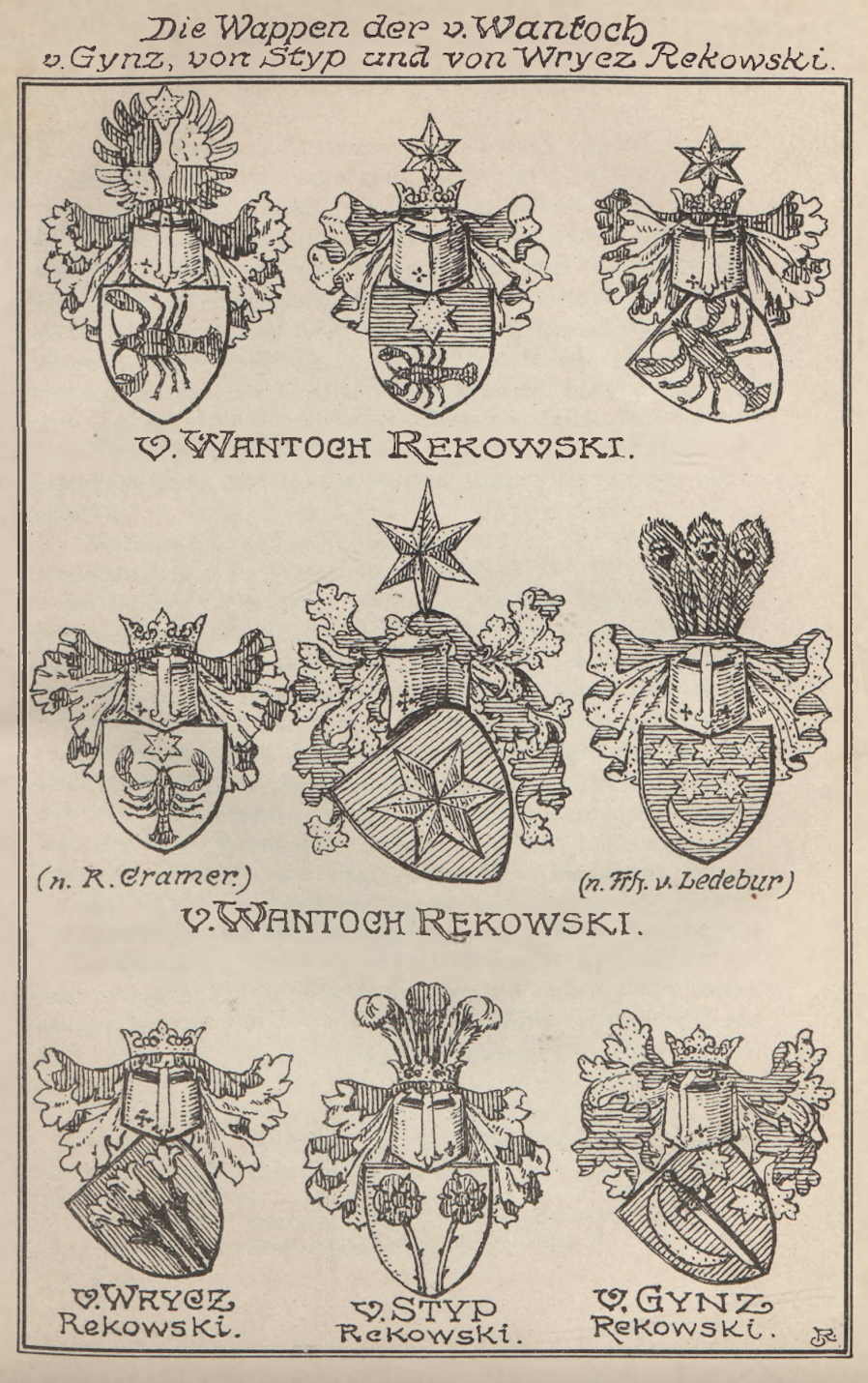
Wappen der Freien von Rekowo

Die Herkunft des Namens Rekow beruht vermutlich auf dem kaschubischen Wort Rek (polnisch Rak) und bedeutet Krebs. Demnach war Rekow ein krebsreicher Ort. Wahrscheinlich waren demnach der Rekow-See (neben den Staniska-See, der große und kleine Borryn) mit Krebsen bevölkert, deren Verkauf den umwohnenden Grundbesitzern ansehnlichen Erlös eingebracht haben muss. Darauf lässt auch die Verwendung des Krebses in den Wappen der verschiedenen Geschlechter der Rekowskis schließen.
Die erste Erwähnung von Rekowo („mit 30 Hufen“) findet im Jahr 1438 statt und 1559 werden „12 Freien mit 30 Hufen“ erwähnt.
Im Jahr 1607 wurde den Freien zu Rekow der Lehnbrief von Herzog Franz I. erteilt. Belehnt wurden die Geschlechter Stip (Styp), Fritzen (Wrycz), Vantoch (Wantoch), Darseck und Mrosick mit 30 Hufen in Rekow. Diese Geschlechter trugen später allesamt den Namenszusatz Rekowski (d. h. von Rekow).
Im Jahr 1658 erfolgte die namentliche Aufführung der Freien zu Rekow im Adelskatalog.
Für das Jahr 1780 sind 15 kleine Vorwerke, 27 Feuerstellen und für das Jahr 1855 18 Anteile und 27 abgeschriebene Trennstücke namentlich mit Angabe der Besitzer der Anteile belegt. Einige Gutsanteile gehörten später auch hinzukommenden Familien, etwa den Jutrzenka.
Anfang der 1930er Jahre hatte die Landgemeinde Reckow eine Flächengröße von 12 km². Innerhalb der Gemeindegrenzen standen insgesamt 83 bewohnte Wohnhäuser an vier verschiedenen Wohnstätten:
1. Brinken
2. Grenze Woysk
3. Reckow
4. Waldarbeitergehöft Abbau Reckow (heute unbewohnt)

Im Jahr 1934 brannte der größte Teil der nördlichen Dorfhälfte (13 Gebäude) ab, und für das Jahr 1936 sind 17 Erbhöfe belegt. Um diese Zeit gab es in  Reckow unter anderem einen Gasthof, einen Gemischtwarenladen, zwei Schmieden, einen Tischlerei, eine Stellmacherei und ein Zimmereigeschäft.
Bis 1945 bildete Reckow eine Landgemeinde im  Landkreis Bütow im Regierungsbezirk Köslin der preußischen Provinz Pommern des Deutschen Reichs. Reckow war dem Amtsbezirk Stüdnitz zugeordnet.
Gegen Ende des Zweiten Weltkriegs wurde Bernsdorf Anfang März 1945 von der Roten Armee besetzt. Bald darauf wurde Reckow zusammen mit Hinterpommern von der Sowjetunion der Volksrepublik Polen zur Verwaltung überlassen. Anschließend kamen Polen in das Dorf, von denen die einheimischen Dorfbewohner aus ihren Häusern und Wohnungen gedrängt wurden. Für Reckow wurde die polonisierte Ortsbezeichnung ‚Rekowo' eingeführt. In  der Folgezeit wurde ein Großteil der einheimischen Dorfbewohner von der polnischen Administration aus Reckow vertrieben.
In den Jahren 1975–1998 gehörte das Dorf zur Provinz Słupsk.

## Kirche

### Dorfkirche

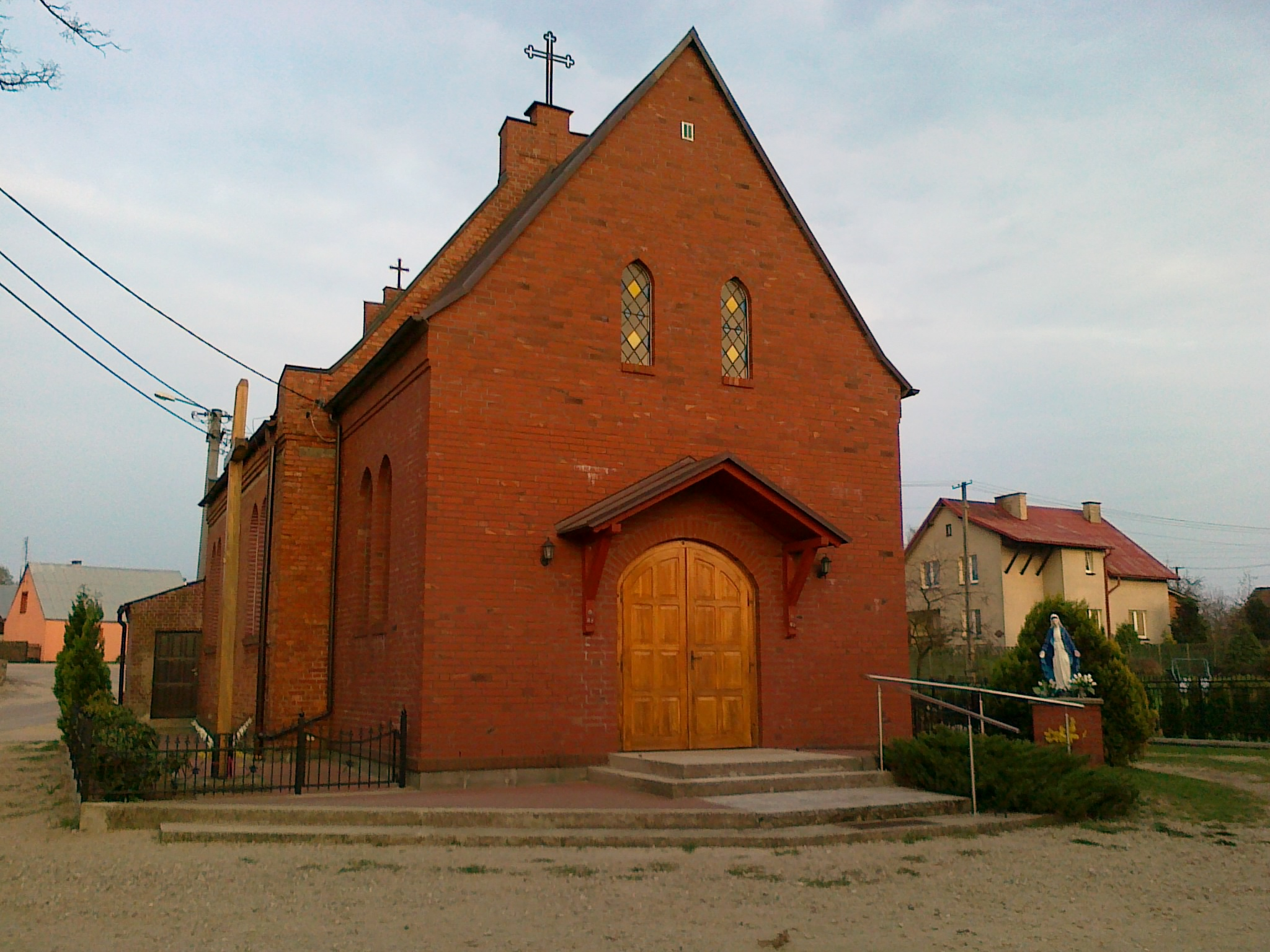
Dorfkirche (2011), erbaut 1904 als evangelische Kapelle, bis 1945 Gotteshaus der evangelischen Gemeinde Reckow

Die Dorfkirche wurde 1904 als evangelische Kapelle erbaut; im Glockenstuhl bei der Kapelle waren zwei eiserne Glocken von 1892 eingehängt.
Das evangelische Gotteshaus wurde nach dem Zweiten Weltkrieg von der polnischen Administration zugunsten der Römisch-katholischen Kirche in Polen zwangsenteignet und vom polnischen katholischen Klerus ‚neu geweiht‘.

### Kirchspiel bis 1945
Die vor 1945 hier ortsansässige Bevölkerung war überwiegend katholisch. Das katholische Kirchspiel war in Damsdorf.
Das evangelische Kirchspiel war in Bernsdorf.

### Polnisches Kirchspiel seit 1945
Die seit 1945 und Vertreibung der einheimischen Dorfbewohner anwesende polnische Einwohnerschaft ist nahezu ausschließlich katholisch.

## Trivia
Das Dorf hat eine Station der Freiwilligen Feuerwehr.